# Mellera nyassana
Mellera nyassana är en akantusväxtart som beskrevs av Spencer Le Marchant Moore. Mellera nyassana ingår i släktet Mellera och familjen akantusväxter. Inga underarter finns listade i Catalogue of Life.